# Relógio D'Água
A Relógio D'Água Editores é uma editora portuguesa de média dimensão, com sede em Lisboa. Foi fundada em 1983.
A Relógio D'Água publica sobretudo literatura e ensaio. Publica 45 novos títulos por ano, 60 por cento dos quais traduções.
Segundo Manuel Alberto Valente, director editorial da Porto Editora, a Relógio D'Água tem o melhor catálogo da edição portuguesa.

## Catálogo
O catálogo da editora tem mais de 1300 obras a que se acrescentam anualmente cerca de setenta novos títulos. Publica nas áreas da poesia à ficção traduzida, passando pela ficção portuguesa, teatro, artes, comunicação, literatura juvenil, ciências, ensaios em ciências  humanas, filosofia, e várias colecções mais específicas, como música, arquitectura e cinema.
Particularmente conhecida pela sua colecção de poesia, a Relógio D’Água inclui no catálogo autores portugueses como Fernando Pessoa, Cesário Verde, Ruy Cinatti, Fiama Hasse Pais Brandão, Maria Andresen, podendo contar-se entre os autores brasileiros com Carlos Drummond de Andrade, Cecília Meireles e Manuel Bandeira, apresentando também edições bilingues de Hölderlin, Rimbaud, Blake, Rilke, Yeats, Lorca, T. S. Eliot, Neruda, Charles Tomlinson, Szymborska ou de Tomas Tranströmer.
Na área da ficção encontram-se, entre outros, por Beckett, Clarice Lispector, Carson McCullers, Cormac McCarthy, Doyle, Don DeLillo, Marguerite Duras, Irène Némirovsky, Ishiguro, James Joyce, Karen Blixen, Jack Kerouac, Nabokov, Virginia Woolf. Na ficção portuguesa ressaltam os nomes de Hélia Correia, Maria Gabriela Llansol, Gonçalo M. Tavares, Ana Teresa Pereira.
Por entre obras escolhidas de Boris Vian, Goethe, Mário de Sá-Carneiro, Jorge de Sena, Vitorino Nemésio e obras completas de Raul  Brandão, o catálogo encaminha-nos também para clássicos portugueses, como Eça e Camilo, e estrangeiros, como Oscar Wilde, Charles Dickens, Franz Kafka, Lev Tolstói, Fiodór Dostoievski, Ivan Turguéniev.
Na área da não-ficção possuem obras de Sigmund Freud, Rómulo de Carvalho, Charles Darwin, Konrad Lorenz ou Oliver Sacks.
Na lista de ensaios em ciências humanas editam Platão a Montaigne, de Nietzsche a Foucault, Benjamin, Freud, Deleuze, Hannah Arendt, George Steiner, incluindo ainda pensadores como Baudrillard, Lipovetsky, Elisabeth Badinter, Fernando Savater, José Gil, António Barreto e Nuno Nabais. 